# مجموعة فينواي الرياضية
مجموعة فينواي الرياضية (بالإنجليزية: Fenway Sports Group) أو اختصارا (بالإنجليزية: FSG)، هي شركة إستثمار رياضي أمريكية، وهي الشركة الأم لنادي دوري كرة القاعدة الرئيسي بوسطن ريد سوكس ونادي البريميرليغ ليفربول.
تأسست عام 2001، تحت اسم مشاريع نيو إنجلند الرياضية (بالإنجليزية: New England Sports Ventures)، عندما تشارك جون وليام هينري مع كل من توم فيرنر ولِس أوتنوشركة نيويورك تايمز وغيرهم من المستثمرين لشراء ريد سوكس. أُعلن تغيير الاسم إلى مجموعة فينواي الرياضية في مارس 2011.